# Фурнье, Марк (драматург)
Марк-Жан-Луи́ Фурнье́ (фр. Marc-Jean-Louis Fournier, 1818, Женева, Швейцария — 5 января 1879, Париж, Франция) — французский драматург, театральный деятель и журналист.
Потомок протестантов, бежавших из Франции от преследований Нантского эдикта, Фурнье получил в Женеве весьма тщательное образование, но принужден был покинуть Женеву после политического заговора, затеянного Раморино в 1838 году.
Переселившись в Париж, Фурнье бросился в журналистику, сотрудничал в «Le Globe», «Le Figaro» Альфонса Kappa и «L’artiste», где был помещён ряд его фельетонов по литературной критике. В 1847 году Фурнье вступил в состав редакции «La Presse» и везде являлся талантливым защитником либеральных принципов, умело, но всегда вежливо, отражавшим нападения противников, а в 1848 году довольно неожиданно перешёл в редакцию бонапартистской «La Liberté», но, не поладил с требованиями, какие предъявлялись к официозной печати в 1850-х годах.
Фурнье обратился исключительно к драматургии и в 1851 году стал во главе театра «Порт-Сен-Мартен», которым заведовал до 1868 году, когда, после неудачных попыток поддержать давно уже шатавшийся театр, был объявлен несостоятельным; после этого Фурнье принужден был обратиться вновь к журналистике. Заведование администрацией театра сопровождалось интересным процессом, возбуждённым в 1854 году против Фурнье обществом драматических писателей за то, что он злоупотреблял постановкой собственных пьес в руководимом им театре. В окончательной инстанции по этому делу состоялось принципиальное постановление, согласно которому содержателям и директорам театров и начальникам репертуаров вменено в обязанность даже и в крайности не ставить на сценах, ими руководимых, собственных произведений. Тем не менее, руководил театром до 1869 года.
Неуспех, постигший Фурнье в театральной антрепризе, объясняется такой же неудачной изменой прежним убеждениям, какую он проявил и в журнальной своей деятельности. Пока с репертуара «Порт-Сен-Мартен» не сходили имена Делавиня, Гюго, Дюма, а на сцене фигурировали такие таланты, как Мадемуазель Жорж, Мари Дорваль и др., Фурнье процветал, но затем, когда он начал злоупотреблять собственными драмами и публику вздумал подкупать бесталанными, но красивыми фигурантками, его постиг полный провал.
Из драматических произведений Фурнье наибольшей известностью пользовались: «Les libertins de Génève» (с фр. — «Женевские либертены», 1848); «Le Pardon de Brétagne» (с фр. — «Бретонское прощение», 1849); «Les nuits de la Seine» (с фр. — «Ночи на Сене», 1852); «Les chercheurs d’or du Sacramento» (с фр. — «Золотоискатели из Сакраменто»); «Paillasse» (с фр. — «Тюфяк»); «Manon Lescaut» (с фр. — «Манон Леско»); «La Bête du Bon Dieu» (с фр. — «Чудище Доброго Бога», 1849—1854) — все эти пятиактные драмы шли на сценах театров «Гёте», «Жимназ» и «Порт-Сен-Мартен»; водевиль «La danse des écus» (с фр. — «Танец экю», 1849) написан в сотрудничестве с Анри де Коком, а комедия «Madame de Tencin» (с фр. — «Мадам де Тенсен») была представлена на сцене «Комеди Франсез».
Кроме того, Фурнье напечатаны: «Russie, Allemagne et France, rèlations sur la Politique russe d’après les notes d’un vieux diplomate» (с фр. — «Россия, Германия и Франция — отчёты о российской политике по записям старого дипломата», 1844), роман «Madame de Tencin» (с фр. — «Мадам де Тенсен», 1848), стихотворение «La marche triomphale» (с фр. — «Триумфальный марш») и «Les aventures d’un Comédien» (с фр. — «Приключения комедианта», 1875).